# Giải thuật tham lam

Giải thuật tham lam (tiếng Anh: Greedy algorithm) là một thuật toán giải quyết một bài toán theo kiểu metaheuristic để tìm kiếm lựa chọn tối ưu địa phương ở mỗi bước đi với hy vọng tìm được tối ưu toàn cục. Chẳng hạn áp dụng giải thuật tham lam với bài toán hành trình của người bán hàng ta có giải thuật sau: "Ở mỗi bước hãy đi đến thành phố gần thành phố hiện tại nhất".
Nói chung, giải thuật tham lam có năm thành phần:
1. Một tập hợp các ứng viên (candidate), để từ đó tạo ra lời giải
2. Một hàm lựa chọn, để theo đó lựa chọn ứng viên tốt nhất để bổ sung vào lời giải
3. Một hàm khả thi (feasibility), dùng để quyết định nếu một ứng viên có thể được dùng để xây dựng lời giải
4. Một hàm mục tiêu, ấn định giá trị của lời giải hoặc một lời giải chưa hoàn chỉnh
5. Một hàm đánh giá, chỉ ra khi nào ta tìm ra một lời giải hoàn chỉnh.

Có hai thành phần quyết định nhất tới quyết định tham lam:
Tính chất lựa chọn tham lam
Chúng ta có thể lựa chọn giải pháp nào được cho là tốt nhất ở thời điểm hiện tại và sau đó giải bài toán con nảy sinh từ việc thực hiện lựa chọn vừa rồi. Lựa chọn của thuật toán tham lam có thể phụ thuộc vào các lựa chọn trước đó. Nhưng nó không thể phụ thuộc vào một lựa chọn nào trong tương lai hay phụ thuộc vào lời giải của các bài toán con. Thuật toán tiến triển theo kiểu thực hiện các chọn lựa theo một vòng lặp, cùng lúc đó thu nhỏ bài toán đã cho về một bài toán con nhỏ hơn. Đấy là khác biệt giữa thuật toán này và giải thuật quy hoạch động. Giải thuật quy hoạch động duyệt hết và luôn đảm bảo tìm thấy lời giải. Tại mỗi bước của thuật toán, quy hoạch động đưa ra quyết định dựa trên các quyết định của bước trước, và có thể xét lại đường đi của bước trước hướng tới lời giải. Giải thuật tham lam quyết định sớm và thay đổi đường đi thuật toán theo quyết định đó, và không bao giờ xét lại các quyết định cũ. Đối với một số bài toán, đây có thể là một thuật toán không chính xác.
Cấu trúc con tối ưu
Một bài toán được gọi là "có cấu trúc tối ưu", nếu một lời giải tối ưu của bài toán con chứa lời giải tối ưu của bài toán lớn hơn.

## Áp dụng
Đối với nhiều bài toán, giải thuật tham lam hầu như không cho ra lời giải tối ưu toàn cục (nhưng không phải luôn như vậy), vì chúng thường không chạy trên tất cả các trường hợp. Chúng có thể bám chặt lấy một số lựa chọn nhất định một cách quá sớm, điều này dẫn đến hậu quả là trong giai đoạn sau, các thuật toán này không thể tìm ra các lời giải toàn cục tốt nhất. Ví dụ, đối với bài toán tô màu đồ thị và tất cả các bài toán NP-đầy đủ khác, không một thuật toán tham lam đã được biết nào đảm bảo tìm thấy các lời giải tối ưu. Tuy nhiên, các thuật toán này vẫn hữu ích vì chúng dễ thiết kế và cho ra các ước lượng tốt về lời giải tối ưu.
Nếu có thể chứng minh rằng một thuật toán tham lam cho ra kết quả tối ưu toàn cục cho một lớp bài toán nào đó, thì thuật toán thường sẽ trở thành phương pháp được chọn lựa, vì nó chạy nhanh hơn các phương pháp tối ưu hóa khác như quy hoạch động. Các ví dụ cho giải thuật loại này là thuật toán Kruskal và thuật toán Prim dành cho bài toán cây bao trùm nhỏ nhất, thuật toán Dijkstra dành cho bài toán đường đi ngắn nhất nguồn đơn, và thuật toán tìm cây Huffman tối ưu. 